# سمير بوغانم
سمير بوغانم (8 أغسطس 1975 في كلوز، فرنسا) هو لاعب كرة قدم مغربي، لعب آخر مرة مع نادي ميرين، وقضى أغلب مسيرته مع نادي نوشاتل زاماكس السويسري، ولعب في كأس إنترتوتو 1999 ضد نادي شيلبورن.

## الإحصائيات

### دولية
| ت | التاريخ           | مكان                                        | الخصم      | النتيجة | مسابقات                         |
| - | ----------------- | ------------------------------------------- | ---------- | ------- | ------------------------------- |
| 1 | 12 فبراير 2003    | ملعب شارليتي، باريس، فرنسا                  | السنغال    | 0-1     | مباراة ودية                     |
| 2 | 29 مارس 2003      | الملعب الوطني، فريتاون، سيراليون            | سيراليون   | 0-0     | تصفيات كأس الأمم الإفريقية 2004 |
| 3 | 30 أبريل 2003     | مجمع مولاي عبد الله الرياضي، الرباط، المغرب | ساحل العاج | 0-1     | مباراة ودية                     |
| 4 | 8 يونيو 2003      | ملعب محمد الخامس، الدار البيضاء، المغرب     | سيراليون   | 1-0     | تصفيات كأس الأمم الإفريقية 2004 |
| 5 | {\|11 أكتوبر 2003 | ملعب المنزه الأولمبي ، تونس العاصمة         | تونس       | 0-0     | مباراة ودية                     |
| 6 | 19 نوفمبر 2003    | ملعب محمد الخامس، الدار البيضاء، المغرب     | مالي       | 0-1     | مباراة ودية                     |

## روابط خارجية
- سمير أبو غانم على موقع قاعدة بيانات كرة القدم.إي يو (الإنجليزية)
- سمير أبو غانم على موقع ناشيونال فوتبول تيمز (الإنجليزية)